# Westover (Virginia Occidentale)
Westover è un comune degli Stati Uniti d'America, nella contea di Monongalia nello Stato della Virginia Occidentale.